# Associazione Calcio Siena 1934-1935
Questa voce raccoglie le informazioni riguardanti l'Associazione Calcio Siena nelle competizioni ufficiali della stagione 1934-1935.

## Divise
| 1ª divisa |

## Rosa
| N. |                   | Ruolo | Calciatore       |
| -- | ----------------- | ----- | ---------------- |
|    | Italia (bandiera) | P     | Rino Ancilli     |
|    | Italia (bandiera) | D     | Bruno Carbonelli |
|    | Italia (bandiera) | C     | Vincenzo Chiodi  |
|    | Italia (bandiera) | A     | Oreste Cioni     |
|    | Italia (bandiera) | D     | Giovanni Felini  |
|    | Italia (bandiera) | A     | Angelo Fenini    |
|    | Italia (bandiera) | D     | Ernesto Finelli  |

| N. |                   | Ruolo | Calciatore       |
| -- | ----------------- | ----- | ---------------- |
|    | Italia (bandiera) | D     | Ranieri Ghelardi |
|    | Italia (bandiera) | D     | Gino Manni       |
|    | Italia (bandiera) | A     | Mario Olenich    |
|    | Italia (bandiera) | A     | Luciano Renoldi  |
|    | Italia (bandiera) | C     | Mario Tedeschi   |
|    | Italia (bandiera) | C     | Luigi Talano     |